# とろ美
とろ美（とろみ）は、日本の女性歌手、声優、コスプレイヤー、イラストレーター、ラジオパーソナリティ。

## 人物
- 一人称は僕、とろ美、とろ美さん。愛称はとろ美ちゃん、とろ美さま。視力1.5。足のサイズ22.5cm。
- 声優＆歌唱デビューは『ぽぽたん』ゲーム版のみい役＆挿入歌「みいタンの魔法でポン！」[2]。かなり思い入れがある[3]。
- 猫が好き。
- ライブでの相棒はねこの水森君。
- ライブスタイルはみんなと一緒に楽しむ感じが好き。
- ヲタ芸にはかなり寛容である[4]。
- 漫画は『北斗の拳』、『キン肉マン』、『ジョジョの奇妙な冒険』などジャンプ系が好き。少女漫画はあまり読まない。
- 『仮面ライダー電王』がかなりお気に入り。

## 出演
太字はメインキャラクター。

### テレビアニメ
- うえきの法則（天界獣）

### OVA
- ねとらん者 THE MOVIE（2004年、ぽよよん・ろっく）

### 一般向ゲーム
- 週刊トロ・ステーション第71号「世界初のお寺♥」（了法寺紹介で出演）
- おしえて!ぽぽたん（2004年、みい）

### アダルトゲーム
- ぽぽたん（2002年 - 2003年、みい）- 3作品[一覧 1]
- うさねこ みみっ娘メイドの恩返し（2003年、まお）
- いつか降る雪（2004年、小山田未来）
- まるコン（2004年、団野ひよこ）
- 巫女さんdeしぃし〜（2004年、柊咲雪）
- ぬいぐるまー（2004年、ゆぅに）
- ドキドキしすたぁパラダイス2（2005年、小早川ゆい）
- 盗んでMy☆Heart（2005年、綾姫）
- 任侠華乙女（2007年、ミナカタ）
- れんたる彼女（2007年、らいか）
- 紅色天井艶妖綺譚（2008年）

### ドラマCD
- ぼくたちと駐在さんの700日戦争2（2009年、子役）

### テレビ番組
- 夜明けのマルシェ（2009年9月25日、日本テレビ）
- ナニコレ珍百景 珍百景No.424「萌えるお寺」（2009年10月28日）
- 秋葉系アイドルチャンネル#12（2011年12月23日、BS11）

### Webラジオ
※パーソナリティのみ。
- 週刊!?がっちゅみりみり放送局（2005年）
- 今夜もカツカレー（）
- みんなで永眠「了法寺ラヂヲ」（）
  - みんなで永眠「了法寺ラヂヲII」（2012年 - 2014年）
  - みんなで永眠「了法寺ラヂヲ3」→かみたまラヂヲ（2014年 - 、YouTube）

## ディスコグラフィ

### シングル
| 枚  | 発売日        | タイトル              | 規格品番 | 備考                     |
| --- | ------------- | --------------------- | -------- | ------------------------ |
| 1st | 2006年8月13日 | わにわに天国/あいびき |          | とろ美による作詞・作曲。 |

### キャラクターソング
| 2003年         |                                                               |                                                                                        | 「大好き☆さまぁ～」                                                               | PCゲーム『うさねこ みみっ娘メイドの恩返し』オープニングテーマ |                              |                   |                                                               |        |                  |                                                      |
| 2005年1月28日  | doll〜歌姫 vol.6 舞                                           | とろ美                                                                                 | 「すぱいす まぢっく」 「空・shido・音楽」                                         |                                                               |                              |                   |                                                               |        |                  |                                                      |
| 2006年8月13日  | admiration                                                    | とろ美                                                                                 | 「さくらんぼキッス 〜爆発だも〜ん〜」                                             |                                                               |                              |                   |                                                               |        |                  |                                                      |
| 2006年8月13日  | admiration                                                    | 井上みゆ、佳織みちる、片霧烈火、茶太、とろ美、葉月ゆら、癒月、yuiko（ゆいこ） 留桜良姫 | 「Love Flavor」                                                                   |                                                               |                              |                   |                                                               |        |                  |                                                      |
| 2006年12月31日 | みゅ〜とろん                                                  | 井上みゆ、とろ美                                                                       | 「GO FOR IT!!」 「ろ〜るぷれいんぐ みゅ〜とろん」                                 |                                                               | とろ美                       | 「S M ESPガール」 |                                                               |        |                  |                                                      |
| 2006年12月31日 | みゅ〜とろん                                                  | たちつてとろ美ちゃん Ver1.2                                                            | 「たちつてとろ美ちゃん Ver1.2」 「ぞうさん」 「Nezhnoe Eto - (未来はすばらしい)」 |                                                               |                              |                   |                                                               |        |                  |                                                      |
| 2006年12月31日 | 2008年5月11日                                                 | とろ☆ウマ                                                                              | 2008年8月16日                                                                     | トロヅクシ                                                    |                              |                   |                                                               |        |                  |                                                      |
| Five entrances | 「just can't wait」                                           |                                                                                        | 2008年8月16日                                                                     |                                                               |                              |                   |                                                               |        |                  |                                                      |
| 2008年12月28日 | エレロジ                                                      | 「」                                                                                   |                                                                                   |                                                               |                              |                   |                                                               |        |                  |                                                      |
| 2009年4月26日  | 小鳩ヶ丘高校女子ぐろ～部 オリジナルサウンドトラック On Fight! | 「おんなみち」                                                                         | ゲーム『小鳩ヶ丘高校女子ぐろ〜部 Gleam of Force』挿入歌                           | 2009年12月30日                                                | たちつてとろ美ちゃん Ver1.7+ | 2010年2月26日     | 催眠生活～校則だから仕方ない!?～ ボーカル＆サウンドトラックCD | とろ美 | 「センセイ布告」 | PCゲーム『催眠生活～校則だから仕方ない!?～』小姫ED曲 |
| 2010年3月13日  | センセイ布告                                                  | 「キミに贈る言葉」                                                                     | PCゲーム『催眠生活～校則だから仕方ない!?～』関連曲                                |                                                               |                              |                   |                                                               |        |                  |                                                      |
| 2012年8月11日  | astromyu                                                      | 「」                                                                                   |                                                                                   |                                                               |                              |                   |                                                               |        |                  |                                                      |
| 2016年8月14日  | TOROSICKS                                                     |                                                                                        |                                                                                   |                                                               |                              |                   |                                                               |        |                  |                                                      |

発売日不明
- Maru.con
- とろプロ ゆるうたCD Ver1.0
- トロピクセル（2007年春M3頒布 作曲：ピクセルビー・作詞：とろ美 とろ美風ラブソング）
- T:DRIVE（2007年夏コミ(C72)頒布 C:DRIVE+とろみせ屋さん）
- PROTOROTYPE Ver.0.3（2007年冬コミ(C73)頒布 とろみせ屋さん）

- エトロジィ（2008年冬コミ(C75)頒布）
- SECRETORO×MEROCONCERT（2009年夏コミ(C76)頒布 リサレコとコラボレーション）
- たちつてとろ美ちゃん Ver1.7（2009年冬コミ(C77)頒布）
- 寺ズッキュン！愛の了法寺！（2010年夏コミ(C78)頒布 BJA／サーファーズパラダイス ブース）
- とろみ仕立て（2010年冬コミ(C79)頒布）
- ANIMEYASAN（2013春M3頒布）

### 歌
- みいタンの魔法でポン！（『ぽぽたん』挿入歌）
- いっちゃえ！ぽぽたん（三姉妹バージョン）（PCゲーム『ぽぽたん』初回特典CD）
- とっておきの魔法（『おしえて!ぽぽたん』特典CD）
- Magical Voice（『週刊!?がっちゅみりみり放送局』テーマソング）
- 恋するメディスン三錠半（『おいしい魔法のとなえかた。』特典CD、「T:DRIVE」）
- ボクらのやまいももももちゃん〜40歳の嘆き〜（神誓事録グラツィオーネに収録、きこうでんみさとのデュエット、とろ美によるイラストあり MFT）
- すまいり〜☆ぴあ〜す（BRUTE/めぐる町征服宣言に収録 MFT）
- ○○って言いなさい!（BRUTE/めぐる町征服宣言に収録 MFT）
- 愛のブリッツクリーク〜電撃作戦〜（ディストーションインタラクティブ/れんたる彼女特典CD）（Alchemy SOUND Vocal collection #Tr.7）
- キラキラスターナイト☆（ゲーム『キラキラスターナイト』主題歌）

### 未音源化楽曲
- とろでん（Wii用ゲームソフト『涼宮ハルヒの激動』挿入歌）

### 作詞
2005年
- すぱいす まぢっく

2006年
- S M ESPガール
- ろ〜るぷれいんぐ みゅ〜とろん（和：井上みゆ・とろ美）

### 作詞・作曲
2006年
- たちつてとろ美ちゃん Ver1.2
- ぞうさん

## イラスト関連作品

### 原画
- 花の記憶～第七章～（FOSTER、2002年12月20日発売）- ちびキャラ

### イラスト
- 萌えだらけのクルマ選び 新車購入編（イカロス出版）
- コミッカーズアートスタイル（3）デッサンと人物表現（芸術出版社）（P56 - 57）
- おたくのスケジュール帳
- 松栄山了法寺 看板・モバイルサイト
- とろ美サイン（サインショップO2(オーツー)）
- 琉Q大戦 はぶ×まん
- カプセルトイ「1/64 SUBARU SAMBAR＆屋台コレクション」
- スマートフォンアプリ『東方キャノンボール』

### 漫画
- ゆとりの学習帳（バンダイビジュアルウェブコミック誌『YOMBAN』連載）
- ようこそ了法寺へ（角川書店『4コマnanoエース』連載、全1巻）
- 陸軍中野中学校（竹書房ウェブコミックサイト『まんがライフWIN』連載中）

### シリーズ一覧
1. ↑  「無印」（2002年）、『ぽぽたんファンディスク いっしょにA・SO・BO』『ぽぽたん Po!』（2003年）